# USS Eagle (1814)
USS Eagle był brygiem, trzecią jednostką amerykańską noszącą tę nazwę. Został zwodowany jako „Surprise” 11 sierpnia 1814 w Vergennes (Vermont) w firmie Adam and Noah Brown. Został przemianowany na „Eagle” 6 września 1814 i przeszedł pod dowództwo Lieutenanta R. Henleya.
Okręt został ukończony zaraz przed decydującą bitwą na jeziorze Champlain 11 września 1814, „Eagle” okazał się być dzielnym okrętem. Był pierwszą jednostką w liniowej formacji amerykańskiej, walczył z „Chubb”, „Linnet” i „Confiance” w pobliżu Saratogi. W czasie bitwy został trafiony 39 razy i stracił 13 zabitych i 20 rannych. Po bitwie został umieszczony w Whitehall, ale sprzedano go w 1825.